# Roland Debenham Inskip
Roland Debenham Inskip, britanski general, * 1885, † 1971.